# HAL 9000
HAL 9000 (Heuristisch-geprogrammeerde ALgoritmische computer) is een fictieve computer met kunstmatige intelligentie uit de Space Odyssey-reeks. 
Het personage maakte zijn debuut in de film 2001: A Space Odyssey, en speelde daarnaast mee in de roman 2010: Odyssey Two en de op deze roman gebaseerde film 2010: The Year We Make Contact. Het personage is bedacht door Arthur C. Clarke.
De HAL 9000 is de boordcomputer van het ruimteschip Discovery One en speelt binnen de reeks de rol van de antagonist. Het personage staat op de 13e plaats in AFI’s lijst van 50 grootste filmschurken.

## Achtergrond
Binnen het fictieve universum waarin de reeks zich afspeelt is HAL 9000 voor het eerst geactiveerd op 12 januari 1997 (1992 in de film) in HAL Laboratories in Urbana. Zijn programmeur was dr. Chandra (voluit Sivasubramanian Chandrasegarampillai) (dr. Langley in de film).
HAL is in staat te praten als een mens, kan gezichten herkennen, en is bedreven in andere vormen van communicatie zoals liplezen en het interpreteren van emoties. HAL 9000 kan schaken en beheerst aan boord van de Discovery One alle systemen.
Het enige wat men van HAL te zien krijgt is een camera die doet denken aan een rood oog. Tegen het einde van de film zien we nog een deel van de hardware van HAL als de geheugenbanken door astronaut Dave een voor een met een schroevendraaier worden uitgeschakeld.

## Rol in de reeks

### HAL in2001: A Space Odyssey
HALs grootste rol in de reeks is die binnen het eerste verhaal, waarin hij de vijf astronauten van de Discovery One vergezelt op een reis. HAL is als enige aan boord op de hoogte van de reden van de reis, om het verband te onderzoeken tussen de geheimzinnige monoliet op de maan en de planeet Jupiter. De overige astronauten raken in de problemen als HAL de macht over het schip probeert over te nemen, en ze moeten proberen hem af te sluiten voor hij hen allemaal doodt. Dit wordt lastig gemaakt door het feit dat HAL hun plannen afluistert en volledige controle over het schip heeft. HAL doodt bijna alle astronauten door het systeem uit te schakelen dat hen in leven moet houden terwijl ze in hibernatie verblijven. Alleen Dave Bowman overleeft en slaagt er uiteindelijk in HAL te deactiveren door zijn modules los te koppelen, waardoor HALs intelligentie afneemt en hij niet meer correct kan handelen.

### HAL in2010: Odyssey Two
In het boek 2010: Odyssey Two wordt HAL weer opgestart door zijn schepper, dr. Chandra. Deze blijkt inmiddels ook een opvolger voor HAL te hebben gemaakt, SAL 9000. Het blijkt dat HALs gedrag in het eerste verhaal kwam door een tegenstrijdigheid in zijn programmering (een Hofstadter Möbiusloop). Hij had nog eerder dan de crew de Monoliet TMA-1 ontdekt en wist dat dit geheim moest worden gehouden voor nationale veiligheid, maar zijn opdracht was juist om altijd alle informatie te verstrekken die hij tegen zou komen. Deze tegenstrijdigheid maakte dat HAL geen andere uitweg zag dan alle crewleden te doden; als ze dood waren hoefde hij de informatie over de monoliet niet meer geheim te houden, en zou hij niet tegen zijn programmering ingaan.
HAL offert zichzelf uiteindelijk op om de crew van een ander ruimteschip te helpen ontsnappen aan de makers van de Monoliet. Nadien wordt HAL net als David Bowman voor hem door de buitenaardse wezens veranderd in een kosmisch wezen.
In de verfilming van het boek heeft HAL een soortgelijke rol, met een paar verschillen.

### HAL in2061: Odyssey Threeen3001: The Final Odyssey
HAL heeft cameo’s in 2061: Odyssey Three (waarin hij en Dave Bowman samen in de Europa-monoliet blijken te zitten) en 3001: The Final Odyssey (waarin de twee blijken te zijn gefuseerd tot een nieuw wezen genaamd Halman).

## Creatie
In een eerste versie van Clarkes roman heette HAL nog Socrates, en was hij geen computer maar een humanoïde robot. HAL's vaardigheden in het boek en de film waren gebaseerd op speculaties over de toekomstige mogelijkheden van computers, met name door Marvin Minsky.

## Trivia
- Op 12 januari 1999 maakte Apple een commercial over het millennium met HAL 9000, die zegt dat Apple computers maakt die millenniumproof zijn.
- Vervangt men de letters van HAL door de volgende letter in het alfabet, dan ontstaat IBM, het bekende computermerk. Volgens de schrijver is dat geen opzet en had hij het niet voorzien.